# Las Patronas
Las Patronas és un grup de dones voluntàries de la comunitat La Patrona, en la localitat de Guadalupe, La Patrona, del municipi d'Amatlán de los Reyes, Veracruz, que des de 1994 donen aliments i assistència a migrants en el seu pas per Veracruz; principalment en les vies del tren conegut com La Bestia, on llancen queviures als migrants. La seva trajectòria en l'assistència i defensa de drets dels migrants els ha merescut reconeixements varis, com ara el Premi Nacional de Drets Humans 2013, i el Premi Nacional de Drets Humans "Sergio Méndez Arceo" 2013.
L'agost de 2015 van ser nominades al Premi Princesa d'Astúries de la Concòrdia, després de la campanya a change.org que va aconseguir reunir més de 50 mil signatures de suport.

## Història
Les accions voluntàries de las Patronas van començar a La Patrona, Veracruz, el 14 de febrer de 1995, dia en què les fundadores del grup, Leonila Vázquez i la seva filla Norma, tornaven d'una botiga amb queviures per fer el seu esmorzar i van veure el pas de la Bestia. Quan els migrants els van demanar menjar, elles els van donar el que portaven. No sabien d'on venien aquestes persones, fins que un dia que va parar el tren en la vella estació van conèixer als centenars d'immigrants i migrants que volien arribar als Estats Units a la recerca de l'anomenat "somni americà". Després de saber això, van reafirmar-se en la tasca de fer menjar i preparar-ho en bosses per llançar-les cap al tren quan passés davant de la seva comunitat.
Aquest succés es va donar en l'època en què va desaparèixer el tren de passatgers per la privatització de Ferrocarriles Nacionales de México, la qual cosa va fer que els migrants busquessin mitjans alternatius per fer la seva travessia – com La Bestia.

## Premis i reconeixements
| Any  | Premi                                                    | Otorgante                                                             |
| ---- | -------------------------------------------------------- | --------------------------------------------------------------------- |
| 2017 | Presea “Corazón de León” 2017                            | Federació d'Estudiants Universitaris de la Universitat de Guadalajara |
| 2013 | Premi Nacional de Drets Humans                           | Comissió Nacional de Drets Humans                                     |
| 2013 | Premi Nacional d'Acció Voluntària i Solidària            | Govern de Mèxic                                                       |
| 2013 | Premi Nacional de Drets Humans “Don Sergio Méndez Arceo” | Fundació Don Sergio Méndez Arceo                                      |
| 2018 | Doctorat Honoris causa                                   | Universitat Autònoma de Aguascalientes                                |